# Canon EOS 5
 (mai 2024).
Le  Canon EOS 5 (EOS A2 en Amérique du Nord et EOS5 QD au Japon), est un appareil photographique reflex mono-objectif de marque Canon, commercialisé entre 1992 et 1998. Il est le premier à intégrer un autofocus contrôlé par l'œil.